# Alaire Lineas Aereas
Alaire Lineas Aereas was een Spaanse luchtvaartmaatschappij met haar thuisbasis in Madrid.

## Geschiedenis
Alaire Lineas Aereas werd opgericht in 2001 en startte met kleine vliegtuigen in juli 2002.

## Vloot
De vloot van Alaire Lineas Aereas bestond uit:(augustus 2007)
- 2 British Aerospace HS748-200

Tevens warener nog een aantal kleinere vliegtuigen voor taxi- en charterverkeer.